# Прери-Лейк (тауншип, Миннесота)
Прери-Лейк (англ. Prairie Lake) — тауншип в округе Сент-Луис, Миннесота, США. На 2000 год его население составило 51 человек.

## География
По данным Бюро переписи населения США площадь тауншипа составляет 92,4 км², из которых 91,7 км² занимает суша, а 0,8 км² — вода (0,81 %).

## Демография
По данным переписи населения 2000 года здесь находились 51 человек, 20 домохозяйств и 15 семей. Плотность населения —  0,6 чел./км². На территории тауншипа расположено 46 построек со средней плотностью 0,5 построек на один квадратный километр. Расовый состав населения: 100,00 % белых.
Из 20 домохозяйств в 35,0 % воспитывались дети до 18 лет, в 55,0 % проживали супружеские пары, в 15,0 % проживали незамужние женщины и в 25,0 % домохозяйств проживали несемейные люди. 25,0 % домохозяйств состояли из одного человека, при том 5,0 % из — одиноких пожилых людей старше 65 лет. Средний размер домохозяйства — 2,55, а семьи — 3,00 человека.
33,3 % — населения младше 18 лет, 21,6 % — от 25 до 44, 23,5 % — от 45 до 64 и _ — старше 65 лет. Средний возраст — 42 года. На каждые 100 женщин приходилось 104,0 мужчин. На каждые 100 женщин старше 18 приходилось 88,9 мужчин.
Средний годовой доход домохозяйства составлял 36 250 долларов, а средний годовой доход семьи —  31 875 долларов. Средний доход мужчин —  35 000  долларов, в то время как у женщин — 0. Доход на душу населения составил 8914 долларов. За чертой бедности находились 31,3 % семей и 32,9 % всего населения тауншипа, из которых 46,3 % младше 18 лет.